# 8208 Volta
8208 Volta è un asteroide della fascia principale. Scoperto nel 2001, presenta un'orbita caratterizzata da un semiasse maggiore pari a 2,543847 UA e da un'eccentricità di 0,245667, inclinata di 13,802361° rispetto all'eclittica. Ha un diametro di 9,254 km e un'albedo di 0,062.
L'asteroide è dedicato al fisico italiano Alessandro Volta.